# Harold Abrahams
Harold Maurice Abrahams (Bedford, 15 december 1899 - Enfield, 14 januari 1978) was een Brits atleet, gespecialiseerd in de sprint en het verspringen. Hij won goud op de 100 m tijdens de Olympische Spelen van 1924, een feit dat een prominente rol speelt in de speelfilm Chariots of Fire.

## Biografie

### Jeugd en eerste olympische ervaring
Abrahams was de zoon van een Litouwse Jood. Hij deed al sinds zijn jeugd aan sprinten en ook aan verspringen. Ook tijdens zijn rechtenstudie in Cambridge deed hij veel aan atletiek. Hij deed voor het eerst mee aan Olympische Spelen van 1920 in Antwerpen, waar hij een vierde plaats behaalde met de 4 x 100 m estafetteploeg.

### Olympisch goud en zilver
Voor de Spelen van 1924 in Parijs werd hij beschouwd als een outsider. Teamgenoot Eric Liddell introduceerde hem bij een professionele trainer, Sam Mussabini, met wie hij zijn sprint perfectioneerde. Nadat hij in 1923 het Britse verspringrecord reeds op 7,19 m had gebracht, verbeterde Abrahams dit een maand voor de Spelen tot 7,38. Dit record zou 30 jaar standhouden. In Parijs kwam hij echter alleen op loopnummers uit. Hij won goud op de 100 m in een tijd van 10,6 s, voor Jackson Scholz uit de Verenigde Staten en Arthur Porritt, die later Gouverneur-Generaal van Nieuw-Zeeland zou worden. De finale vond plaats op 7 juli en tot Abrahams' dood zouden hij en Porritt ieder jaar op die dag dineren. Met de estafetteploeg won hij ook een zilveren medaille.
Op 12 juli 1924 liep Harold Abrahams met zijn teamgenoten Walter Rangeley, Lancelot Royle, William Nichol op de Spelen in Parijs tijdens de eerste serie 4 x 100 m estafette een wereldrecord in 42,0. Dit record werd in de derde serie geëvenaard door de Nederlandse estafetteploeg, waarna in de zesde serie het Amerikaanse team het record alweer verbeterde tot 41,2.

### Van atleet tot voorzitter AAA
In 1925 brak Abrahams een been en daarop beëindigde hij zijn sportcarrière. Naast zijn juridische werk was hij jarenlang atletiekverslaggever voor de BBC. Merkwaardigerwijs (en net als zijn Nederlandse collega Han Hollander, die ook Joods was) versloeg hij ook de Olympische Spelen van 1936 in nazi-Duitsland.
In 1926 trad Harold Abrahams toe tot het Algemeen Bestuur van de Amateur Athletic Association (AAA), waarvan hij in 1931 secretaris werd en in 1976 voorzitter. In 1957 ontving hij de onderscheiding van BCE voor zijn werk als secretaris van het National Parks Committee.

### Chariots of Fire
Abrahams overleed in 1978 op 78-jarige leeftijd. Zijn begrafenis vormt de raamvertelling van het verhaal van de film Chariots of Fire, die in 1981 de Oscar voor beste film won, en die het verhaal vertelt van zijn en Liddells succes in 1924. De rol van Abrahams wordt in de film vertolkt door Ben Cross.

## Titels
- Olympisch kampioen 100 m - 1924
- Brits kampioen 100 yd - 1924
- Brits kampioen verspringen - 1923, 1924
- Engels kampioen 100 yd - 1923
- Engels kampioen 220 yd - 1923
- Engels kampioen verspringen - 1923, 1924

## Palmares

### 100 yd
- 1923:  Engelse (AAA-)kamp. - 10,1 s
- 1924:  Britse (AAA-)kamp. - 9,9 s

### 100 m
- 1920: 4e in ½ fin. OS - 11,0 s
- 1924:  OS - 10,6 s

### 200 m
- 1920: 3e in ¼ fin. OS - 23,0 s
- 1924: 6e OS - 22,3 s (in ½ fin. 21,9 s)

### 220 yd
- 1923:  Engelse (AAA-)kamp. - 22,25 s

### verspringen
- 1923:  Engelse (AAA-)kamp. - 7,07 s
- 1923:  Britse (AAA-)kamp. - 7,23 m
- 1924:  Engelse (AAA-)kamp. - 7,21 s
- 1924:  Britse (AAA-)kamp. - 6,92 m

### 4 x 100 m
- 1920: 4e OS - 43,0 s
- 1924:  OS - 41,2 s

1896: Thomas Burke ·
1900: Francis Jarvis ·
1904: Archie Hahn ·
1908: Reggie Walker ·
1912: Ralph Craig ·
1920: Charley Paddock ·
1924: Harold Abrahams ·
1928: Percy Williams ·
1932: Eddie Tolan ·
1936: Jesse Owens ·
1948: Harrison Dillard ·
1952: Lindy Remigino ·
1956: Bobby Morrow ·
1960: Armin Hary ·
1964: Bob Hayes ·
1968: Jim Hines ·
1972: Valeri Borzov ·
1976: Hasely Crawford ·
1980: Allan Wells ·
1984: Carl Lewis ·
1988: Carl Lewis ·
1992: Linford Christie ·
1996: Donovan Bailey ·
2000: Maurice Green ·
2004: Justin Gatlin ·
2008: Usain Bolt ·
2012: Usain Bolt ·
2016: Usain Bolt ·
2020: Marcell Jacobs ·
2024: Noah Lyles
- Bibliothèque nationale de France: cb167035516 (data)
- CiNii: DA06844945
- Gemeinsame Normdatei: 1012185435
- World Athletics: 14420095
- International Standard Name Identifier: 0000 0000 8154 7569
- Library of Congress Control Number: n83001980
- Bibliotheek van het Japanse parlement: 00550671
- Nationale bibliotheek van Australië: 35578195
- Nationale Bibliotheek van Israël: 987007289167105171
- Nederlandse Thesaurus van Auteursnamen: 073749648
- SNAC: w6pq48tv
- Système universitaire de documentation: 144626004
- Trove: 1002047
- Virtual International Authority File: 74227287
- WorldCat: E39PBJfGQQbthrVyWW9P8fQXh3